# جک آترتون
جک آترتون (انگلیسی: Jack Atherton؛ 1917 – 1961 (aged ۴۳–۴۴)) بازیکن فوتبال اهل بریتانیا بود.
از باشگاه‌هایی که در آن بازی کرده‌است می‌توان به باشگاه فوتبال برایتون اند هوو آلبیون و باشگاه فوتبال پرستون نورث اند اشاره کرد.